# La Rinconada, delstaten Mexiko
La Rinconada är en ort i Mexiko, tillhörande kommunen Nextlalpan i delstaten Mexiko. La Rinconada ligger i den centrala delen av landet och tillhör Mexico Citys storstadsområde. Orten hade 1 362 invånare vid folkmätningen 2010.